# The X Factor (Royaume-Uni)
Pour les articles homonymes, voir X Factor et The X Factor.
The X Factor est une émission de télécrochet britannique en 445 épisodes créée par Simon Cowell et diffusée entre le 4 septembre 2004 et le 2 décembre 2018 sur ITV.

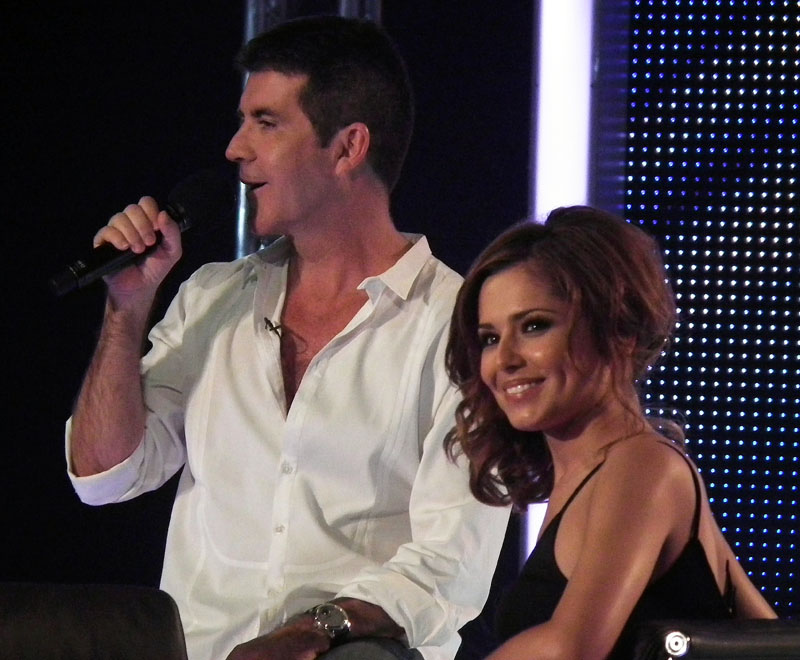
Le X Factor est un "show" où vous pouvez participer en montrant un de vos talents. Vous pouvez aussi assister à la place de regarder ! Vous pouvez chanter, danser, faire un mini spectacle d'humour, c'est comme vous le voulez !

Au Québec, l'émission est diffusée à partir du 20 juin 2015 à MusiquePlus, la onzième saison.
Diverses déclinaisons ont fait depuis leur apparition dans de nombreux pays.

## Saisons
La première saison a débuté en septembre 2004 pour se finir en décembre 2004. De par son succès, une seconde saison fut donc prévue. Celle-ci se déroula d'août à décembre 2005. Une édition spéciale avec des célébrités, Battle of the Stars fut diffusée de mai à juin 2006. La troisième saison, commanditée par le fabricant de téléphone portable Nokia, débuta le 19 août 2006 et se clôtura le 16 décembre 2006. La quatrième édition fut diffusée à partir du 18 août 2007. L'émission fait l'objet d'un contrat d'encore trois ans avec la chaine ITV, ce qui signifie qu'il s'étend jusqu'à une septième saison, cela jusqu'à 2010.
Son créateur, producteur et juge, Simon Cowell, a annulé le contrat liant l'émission avec son sponsor Nokia, et le 19 juin 2007, il fut confirmé que ce serait le revendeur de téléphone portable The Carphone Warehouse, ancien sponsor de Big Brother, qui serait le nouveau sponsor de la saison 4.

## Participants

### Présentation
Prime
| Noms           | Saisons | Saisons | Saisons | Saisons | Saisons | Saisons | Saisons | Saisons | Saisons | Saisons | Saisons | Saisons | Saisons | Saisons | Saisons |
| Noms           | 1       | 2       | 3       | 4       | 5       | 6       | 7       | 8       | 9       | 10      | 11      | 12      | 13      | 14      | 15      |
| -------------- | ------- | ------- | ------- | ------- | ------- | ------- | ------- | ------- | ------- | ------- | ------- | ------- | ------- | ------- | ------- |
| Kate Thornton  |         |         |         |         |         |         |         |         |         |         |         |         |         |         |         |
| Dermot O'Leary |         |         |         |         |         |         |         |         |         |         |         |         |         |         |         |
| Caroline Flack |         |         |         |         |         |         |         |         |         |         |         |         |         |         |         |
| Olly Murs      |         |         |         |         |         |         |         |         |         |         |         |         |         |         |         |

Jusqu'à la troisième saison, l'émission était animée par Kate Thornton. Elle fut remplacée par Dermot O'Leary, présentateur de Big Brother, qui a signé un contrat de 1 million £ pour deux saisons.
After (The Xtra Factor)
| Noms                | Saisons | Saisons | Saisons | Saisons | Saisons | Saisons | Saisons | Saisons | Saisons | Saisons | Saisons | Saisons | Saisons | Saisons | Saisons |
| Noms                | 1       | 2       | 3       | 4       | 5       | 6       | 7       | 8       | 9       | 10      | 11      | 12      | 13      | 14      | 15      |
| ------------------- | ------- | ------- | ------- | ------- | ------- | ------- | ------- | ------- | ------- | ------- | ------- | ------- | ------- | ------- | ------- |
| Ben Shephard        |         |         |         |         |         |         |         |         |         |         |         |         |         |         |         |
| Fearne Cotton       |         |         |         |         |         |         |         |         |         |         |         |         |         |         |         |
| Holly Willoughby    |         |         |         |         |         |         |         |         |         |         |         |         |         |         |         |
| Konnie Huq          |         |         |         |         |         |         |         |         |         |         |         |         |         |         |         |
| Caroline Flack      |         |         |         |         |         |         |         |         |         |         |         |         |         |         |         |
| Olly Murs           |         |         |         |         |         |         |         |         |         |         |         |         |         |         |         |
| Matt Richardson     |         |         |         |         |         |         |         |         |         |         |         |         |         |         |         |
| Sarah-Jane Crawford |         |         |         |         |         |         |         |         |         |         |         |         |         |         |         |
| Rochelle Humes      |         |         |         |         |         |         |         |         |         |         |         |         |         |         |         |
| Melvin Odoom        |         |         |         |         |         |         |         |         |         |         |         |         |         |         |         |
| Rylan Clark-Neal    |         |         |         |         |         |         |         |         |         |         |         |         |         |         |         |
| Matt Edmondson      |         |         |         |         |         |         |         |         |         |         |         |         |         |         |         |

### Jury
| Noms                | Saisons | Saisons | Saisons | Saisons | Saisons | Saisons | Saisons | Saisons | Saisons | Saisons | Saisons | Saisons | Saisons | Saisons | Saisons |
| Noms                | 1       | 2       | 3       | 4       | 5       | 6       | 7       | 8       | 9       | 10      | 11      | 12      | 13      | 14      | 15      |
| ------------------- | ------- | ------- | ------- | ------- | ------- | ------- | ------- | ------- | ------- | ------- | ------- | ------- | ------- | ------- | ------- |
| Louis Walsh         |         |         |         |         |         |         |         |         |         |         |         |         |         |         |         |
| Simon Cowell        |         |         |         |         |         |         |         |         |         |         |         |         |         |         |         |
| Sharon Osbourne     |         |         |         |         |         |         |         |         |         |         |         |         |         |         |         |
| Danii Minogue       |         |         |         |         |         |         |         |         |         |         |         |         |         |         |         |
| Cheryl Cole         |         |         |         |         |         |         |         |         |         |         |         |         |         |         |         |
| Gary Barlow         |         |         |         |         |         |         |         |         |         |         |         |         |         |         |         |
| Tulisa Contostavlos |         |         |         |         |         |         |         |         |         |         |         |         |         |         |         |
| Kelly Rowland       |         |         |         |         |         |         |         |         |         |         |         |         |         |         |         |
| Nicole Scherzinger  |         |         |         |         |         |         |         |         |         |         |         |         |         |         |         |
| Mel B               |         |         |         |         |         |         |         |         |         |         |         |         |         |         |         |
| Nick Grimshaw       |         |         |         |         |         |         |         |         |         |         |         |         |         |         |         |
| Rita Ora            |         |         |         |         |         |         |         |         |         |         |         |         |         |         |         |
| Robbie Williams     |         |         |         |         |         |         |         |         |         |         |         |         |         |         |         |
| Ayda Field          |         |         |         |         |         |         |         |         |         |         |         |         |         |         |         |
| Louis Tomlinson     |         |         |         |         |         |         |         |         |         |         |         |         |         |         |         |

De la saison 1 à la 3, le jury était composé de Simon Cowell, Sharon Osbourne et Louis Walsh.
Après quelques mois de spéculations diverses concernant le casting, il fut finalement confirmé en juin 2007 que les membres du jury de la quatrième saison seraient Simon Cowell, Sharon Osbourne, Louis Walsh et Dannii Minogue, avec la présence de Brian Friedman en tant que coach et chorégraphe. Sharon Osbourne a déclaré qu'elle ne participerait pas à la prochaine saison 5 si le vainqueur de cette année n'était pas issu de sa catégorie. Cette affaire a été réfutée par voix officielle — un porte-parole de ITV a confirmé que le contrat de Sharon Osbourne ne se terminait pas avant 2009. Toutefois, celui de Dannii Minogue n'est prévu que jusqu'à la saison 5.
Pour la saison 5, le jury est composé de Simon Cowell, Louis Walsh, Dannii Minogue et Cheryl Cole. En 2011 Cowell et Cole se sont joints à la version américaine, et Minogue a décidé de se concentrer sur Australia's Got Talent. Ils ont été remplacés pour la saison 8 par Gary Barlow, Tulisa Contostavlos et Kelly Rowland.
Pour la saison 9 le jury est composé de Louis Walsh, Gary Barlow, Tulisa Contostavlos et Nicole Scherzinger qui était membre du jury de la première saison américaine.
En 2013, pour la saison 10 du programme, le jury est composé de Louis Walsh, Gary Barlow, Nicole Scherzinger, et de Sharon Osbourne, qui fait son retour.
Simon Cowell est le premier membre du jury pour la saison 11, car la version américaine n'aura pas de saison 4. Cheryl Cole reprendra son siège de jurée, après trois années d'absence. Walsh ne quitte finalement pas le jury, et l'ancienne Spice Girl Mel B remplace Scherzinger.
Mel B et Louis Walsh quittent le panel de jury pour la saison 12, et sont remplacés par Rita Ora (qui était jusqu'alors dans l'émission concurrente : The Voice UK) et Nick Grimshaw.
Avant le début des auditions de la saison 13, Grimshaw, Ora et Cole quittent l'émission. Ils sont remplacés par d'anciens membre du jury : Osbourne, Scherzinger et Walsh.
Nicole Scherzinger, Simon Cowell, Louis Walsh et Sharon Osbourne sont les membres du jury pour les saisons 13 et 14.
Pour la saison 15, en 2018, Louis Walsh, Sharon Osbourne et Nicole Scherzinger quittent The X Factor. Seul Simon Cowell reste. Ce sont Louis Tomlinson (ancien candidat), Ayda Field et Robbie Williams qui arrivent comme membre du jury.
En 2019, Field et Williams annoncent quitter The X Factor. Louis Walsh annoncent revenir pour la versions célébrités ainsi que la version all star, aux côtés de Nicole Scherzinger et Simon Cowell. Louis Tomlinson n'en fait pas partie en tant que mentor et jury.

## Déroulement de l'émission
Le programme repose essentiellement sur l'identification d'un talent en chant, bien que l'apparence, la personnalité, la présence scénique et la danse font partie des éléments importants pour le spectacle. Certains participants peuvent s'accompagner d'une guitare ou d'un piano, mais cela reste rare. Ce que le jury recherche avant tout est un potentiel à vendre auprès d'un large public aimant la musique pop.
Pour les trois premières saisons, la compétition était découpée en trois catégories : les groupes (incluant les duos), les chanteurs solo âgés de 16 à 24 ans, et les chanteurs solo âgés de 25 ans et plus. Pour la quatrième saison, l'âge limite fut descendu de 16 à 14 ans, créant ainsi un groupe pour les 14–24 ans. Il fut divisé en deux en séparant les garçons des filles, ainsi il y a désormais quatre groupes au total : les garçons de 14 à 24 ans ("boys), les filles de 14 à 24 ans ("girls"), les 25 et plus, et les groupes.
Il y a cinq étapes dans la compétition :
- 1re étape : les auditions
- 2e étape : le camp d'entraînement (2004-2017) / Délibération (2018-)
- 3e étape : 6 chairs challenge (depuis 2013-)
- 4e étape : les visites dans la maison des juges
- 5e étape : les prestations sur le plateau en direct

### Palmarès
– Juges et candidat gagnant.
| Saison | Simon Cowell                                                                 | Sharon Osbourne                                                               | Louis Walsh                                                             | NC                                                                          |
| 1      | Les + de 25 ans Steve Brookstein Rowetta Satchell Verity Keays               | Les 16-24 ans Tabby Callaghan Cassie Compton Roberta Howett                   | Groupes G4 Voices with Soul 2 to Go                                     | NC                                                                          |
| 2      | Groupes Journey South The Conway Sisters 4Tune Addictiv Ladies               | Les + de 25 ans Andy Abraham Brenda Edwards Chico Slimani Maria Lawson        | Les 16-24 ans Shayne Ward Nicholas Dorsett Chenai Zinyuku Phillip Magee | NC                                                                          |
| 3      | Les 16-24 ans Leona Lewis Ray Quinn Nikitta Angus Ashley McKenzie            | Les + de 25 ans Ben Mills Robert Allen Kerry McGregor Dionne Mitchell         | Groupes The MacDonald Brothers Eton Road 4Sure The Unconventionals      | NC                                                                          |
| Saison | Simon Cowell                                                                 | Sharon Osbourne                                                               | Louis Walsh                                                             | Danii Minogue                                                               |
| 4      | Groupes Same Difference Hope Futureproof                                     | Filles Alisha Bennett Emily Nakanda Kimberley Southwick                       | Les + de 25 ans Niki Evans Beverley Trotman Daniel de Bourg             | Garçons Leon Jackson Rhydian Andy Williams                                  |
| Saison | Simon Cowell                                                                 | Cheryl Cole                                                                   | Louis Walsh                                                             | Danii Minogue                                                               |
| 5      | Garçons Eoghan Quigg Austin Drage Scott Bruton                               | Filles Alexandra Burke Diana Vickers Laura White                              | Groupes JLS Girlband Bad Lashes                                         | Les + de 25 ans Ruth Lorenzo Rachel Hylton Daniel Evans                     |
| 6      | Les + de 25 ans Olly Murs Danyl Johnson Jamie Archer                         | Garçons Joe McElderry Lloyd Daniels Rikki Loney                               | Groupes John & Edward Miss Frank Kandy Rain                             | Filles Stacey Solomon Lucie Jones Rachel Adedeji                            |
| 7      | Groupes One Direction Belle Amie Diva Fever F.Y.D.                           | Filles Rebecca Ferguson Cher Lloyd Katie Waissel Treyc Cohen                  | Les + de 28 ans Mary Byrne Wagner John Adeleye Storm Lee                | Garçons Matt Cardle Paije Richardson Aiden Grimshaw Nicolo Festa            |
| Saison | Gary Barlow                                                                  | Tulisa Contostavlos                                                           | Louis Walsh                                                             | Kelly Rowland                                                               |
| 8      | Garçons Marcus Collins Craig Colton Frankie Cocozza James Michael            | Groupes Little Mix The Risk Nu Vibe 2 Shoes                                   | Les + de 25 ans Kitty Brucknell Johnny Robinson Sami Brookes Jonjo Kerr | Filles Amelia Lily Misha B Janet Devlin Sophie Habibis                      |
| Saison | Gary Barlow                                                                  | Tulisa Contostavlos                                                           | Louis Walsh                                                             | Nicole Scherzinger                                                          |
| 9      | Les + de 28 ans Christopher Maloney Kye Sones Melanie Masson Carolynne Poole | Filles Ella Henderson Lucy Spraggan Jade Ellis                                | Groupes Union J District3 MK1                                           | Garçons James Arthur Jahméne Douglas Rylan Clark                            |
| Saison | Gary Barlow                                                                  | Sharon Osbourne                                                               | Louis Walsh                                                             | Nicole Scherzinger                                                          |
| 10     | Groupes Rough Copy Kingsland Road Miss Dynamix                               | Les + de 25 ans Sam Bailey Shelley Smith Lorna Simpson                        | Garçons Nicholas McDonald Luke Friend Sam Callahan                      | Filles Tamera Foster Hannah Barrett Abi Alton                               |
| Saison | Simon Cowell                                                                 | Cheryl Fernandez-Versini                                                      | Louis Walsh                                                             | Mel B                                                                       |
| 11     | Les + de 25 ans Ben Haenow Fleur East Stevi Ritchie Jay James                | Filles Lauren Platt Lola Saunders Stephanie Nala Chloe Jasmine                | Groupes Stereo Kicks Only The Young Blonde Electra Overload Generation  | Garçons Andrea Faustini Paul Akister Jake Quickenden Jack Walton            |
| Saison | Simon Cowell                                                                 | Cheryl Fernandez-Versini                                                      | Nick Grimshaw                                                           | Rita Ora                                                                    |
| 12     | Les + de 25 ans Anton Stephans Max Stone Bupsi                               | Groupes 4th Impact Reggie 'n' Bollie Alien Uncovered                          | Garçons Seann Miley Moore Ché Chesterman Mason Noise                    | Filles Louisa Johnson Lauren Murray Monica Michael Kiera Weathers           |
| Saison | Simon Cowell                                                                 | Sharon Osbourne                                                               | Louis Walsh                                                             | Nicole Scherzinger                                                          |
| 13     | Filles Emily Middlemas Sam Lavery Gifty Louise                               | Les + de 25 ans Saara Aalto Honey G Relley C                                  | Groupes 5 After Midnight Four of Diamonds Bratavio Brooks Way           | Garçons Matt Terry Ryan Lawrie Freddy Parker                                |
| 14     | Groupes Rak-Su Cutkelvins Sean and Conor Price Jack & Joel                   | Filles Grace Davies Holly Tandy Rai-Elle Williams Alisah Bonaobra             | Garçons Sam Black Lloyd Macey Leon Mallett Spencer Sutherland           | Les + de 25 ans Matt Linnen Kevin Davy White Tracyleanne Jefford Talia Dean |
| Saison | Simon Cowell                                                                 | Ayda Field                                                                    | Louis Tomlinson                                                         | Robbie Williams                                                             |
| 15     | Filles Scarlett Lee Shan Ako Bella Penfold Molly Scott                       | Les + de 29 ans Danny Tetley Giovanni Spano Janice Robinson Olatunji Yearwood | Garçons Dalton Harris Anthony Russell Brendan Murray Armstrong Martins  | Groupes Acacia & Aaliyah Misunderstood United Vibe LMA Choir                |

### Résumé des saisons
Participant et mentor de la catégorie "Garçons"

 Participante et mentor de la catégorie "Filles"

 Participant et mentor de la catégorie "Les 16-24 ans"

 Participant et mentor de la catégorie "Les plus de 25 ans" ou "Les plus de 28 ans"

 Participants et mentor dans la catégorie des groupes
| Saison | Début              | Fin              | Gagnant          | Deuxième          | Troisième           | Juge vainqueur     | Présentateurs  | Présentateurs  | Juges              | Juges              | Juges           | Juges           | Juges invités                                                             | Sponsor                |
| Saison | Début              | Fin              | Gagnant          | Deuxième          | Troisième           | Juge vainqueur     | Présentateurs  | Présentateurs  | 1                  | 2                  | 3               | 4               | Juges invités                                                             | Sponsor                |
| ------ | ------------------ | ---------------- | ---------------- | ----------------- | ------------------- | ------------------ | -------------- | -------------- | ------------------ | ------------------ | --------------- | --------------- | ------------------------------------------------------------------------- | ---------------------- |
| 1      | 4 septembre 2004   | 11 décembre 2004 | Steve Brookstein | G4                | Tabby Callaghan     | Simon Cowell       | Kate Thornton  | Kate Thornton  | Simon Cowell       | Sharon Osbourne    | Louis Walsh     | NC              | NC                                                                        | Nokia                  |
| 2      | 20 août 2005       | 17 décembre 2005 | Shayne Ward      | Andy Abraham      | Journey South       | Louis Walsh        | Kate Thornton  | Kate Thornton  | Simon Cowell       | Sharon Osbourne    | Louis Walsh     | NC              | NC                                                                        | Nokia                  |
| 3      | 19 août 2006       | 16 décembre 2006 | Leona Lewis      | Ray Quinn         | Ben Mills           | Simon Cowell       | Kate Thornton  | Kate Thornton  | Simon Cowell       | Sharon Osbourne    | Louis Walsh     | NC              | Paula Abdul                                                               | Nokia                  |
| 4      | 18 août 2007       | 15 décembre 2007 | Leon Jackson     | Rhydian           | Same Difference     | Dannii Minogue     | Dermot O'Leary | Dermot O'Leary | Simon Cowell       | Dannii Minogue     | Sharon Osbourne | Louis Walsh     | Brian Friedman                                                            | The Carphone Warehouse |
| 5      | 16 août 2008       | 13 décembre 2008 | Alexandra Burke  | JLS               | Eoghan Quigg        | Cheryl Cole        | Dermot O'Leary | Dermot O'Leary | Simon Cowell       | Cheryl Cole        | Dannii Minogue  | Louis Walsh     | NC                                                                        | The Carphone Warehouse |
| 6      | 22 août 2009       | 13 décembre 2009 | Joe McElderry    | Olly Murs         | Stacey Solomon      | Cheryl Cole        | Dermot O'Leary | Dermot O'Leary | Simon Cowell       | Cheryl Cole        | Dannii Minogue  | Louis Walsh     | NC                                                                        | TalkTalk               |
| 7      | 21 août 2010       | 12 décembre 2010 | Matt Cardle      | Rebecca Ferguson  | One Direction       | Dannii Minogue     | Dermot O'Leary | Dermot O'Leary | Simon Cowell       | Cheryl Cole        | Dannii Minogue  | Louis Walsh     | Geri Halliwell Natalie Imbruglia Katy Perry Pixie Lott Nicole Scherzinger | TalkTalk               |
| 8      | 20 août 2011       | 11 décembre 2011 | Little Mix       | Marcus Collins    | Amelia Lily         | Tulisa             | Dermot O'Leary | Dermot O'Leary | Gary Barlow        | Kelly Rowland      | Tulisa          | Louis Walsh     | Alexandra Burke                                                           | TalkTalk               |
| 9      | 18 août 2012       | 9 décembre 2012  | James Arthur     | Jahméne Douglas   | Christopher Maloney | Nicole Scherzinger | Dermot O'Leary | Dermot O'Leary | Nicole Scherzinger | Gary Barlow        | Tulisa          | Louis Walsh     | Geri Halliwell Leona Lewis Rita Ora Mel B Anastacia                       | TalkTalk               |
| 10     | 31 août 2013       | 15 décembre 2013 | Sam Bailey       | Nicholas McDonald | Luke Friend         | Sharon Osbourne    | Dermot O'Leary | Dermot O'Leary | Nicole Scherzinger | Gary Barlow        | Sharon Osbourne | Louis Walsh     | NC                                                                        | TalkTalk               |
| 11     | 30 août 2014       | 14 décembre 2014 | Ben Haenow       | Fleur East        | Andrea Faustini     | Simon Cowell       | Dermot O'Leary | Dermot O'Leary | Simon Cowell       | Cheryl Cole        | Mel B           | Louis Walsh     | Tulisa                                                                    | TalkTalk               |
| 12     | 29 août 2015       | 13 décembre 2015 | Louisa Johnson   | Reggie 'n' Bollie | Ché Chesterman      | Rita Ora           | Olly Murs      | Caroline Flack | Simon Cowell       | Cheryl Cole        | Rita Ora        | Nick Grimshaw   | NC                                                                        | TalkTalk               |
| 13     | 27 août 2016       | 11 décembre 2016 | Matt Terry       | Saara Aalto       | 5 After Midnight    | Nicole Scherzinger | Dermot O'Leary | Dermot O'Leary | Simon Cowell       | Nicole Scherzinger | Sharon Osbourne | Louis Walsh     | Mel B                                                                     | TalkTalk               |
| 14     | 2 septembre 2017   | 3 décembre 2017  | Rak-Su           | Grace Davies      | Kevin Davy White    | Simon Cowell       | Dermot O'Leary | Dermot O'Leary | Simon Cowell       | Nicole Scherzinger | Sharon Osbourne | Louis Walsh     | Alesha Dixon                                                              | Just Eat               |
| 15     | 1er septembre 2018 | 3 décembre 2018  | Dalton Harris    | Scarlett Lee      | Anthony Russell     | Louis Tomlinson    | Dermot O'Leary | Dermot O'Leary | Simon Cowell       | Louis Tomlinson    | Ayda Field      | Robbie Williams | Nile Rodgers                                                              | Just Eat               |

## Différends sur les droits de l'émission
Simon Fuller, le créateur de Pop Idol, prétendait que le format de The X Factor était une copie de son propre programme, et, via sa société 19 TV, il déposa une plainte contre FremantleMedia, le producteur de The X Factor, Simon Cowell, et ses sociétés Simco et Syco. En novembre 2005, la haute cour de Londres a commencé les auditions des plaignants. Toutefois, l'audience fut rapidement ajournée et un accord à l'amiable fut conclu à la fin du mois.

## Euro X Factor
Dans The Daily Mirror du 9 décembre 2006, Simon Cowell a annoncé son intention de lancer un Euro X Factor sous deux ans. L'émission, si elle avait vu le jour, aurait réuni tous les lauréats des éditions européennes. Le concept est similaire à celui de World Idol ou encore de l'Eurovision, à la différence que l'émission aurait duré plusieurs semaines jusqu'à ce qu'il ne reste qu'un candidat.

## Éditions spéciales
Légende:
 – Vainqueur
 – Deuxième place
 – Troisième place

### The X Factor: Battle of the Stars
En 2006 est diffusée cette édition avec des célébrités.
Le jury est composé de Simon Cowell, Louis Walsh et Sharon Osbourne.
Candidats
| Catégorie (mentor)     | Candidats                                                                   | Candidats                   | Candidats                   |
| ---------------------- | --------------------------------------------------------------------------- | --------------------------- | --------------------------- |
| 16–24 ans (Osbourne)   | Michelle Marsh                                                              | Nikki Sanderson             | Matt Stevens                |
| Plus de 25 ans (Walsh) | Lucy Benjamin                                                               | Gillian McKeith             | Chris Moyles                |
| Groupes (Cowell)       | The Chefs (Jean-Christophe Novelli, Aldo Zilli, Paul Rankin et Ross Burden) | James Hewitt & Rebecca Loos | Paul Daniels & Debbie McGee |

### The X Factor: Celebrity
En 2019 est tournée cette deuxième édition spéciale avec des célébrités.
Le jury est composé de Simon Cowell, Louis Walsh et Nicole Scherzinger.
| Célébrité         | Occupation                                                          | Catégorie                    | Départ   | Résultat  |
| ----------------- | ------------------------------------------------------------------- | ---------------------------- | -------- | --------- |
| Megan McKenna     | Personnalité de télévision et chanteuse                             | Moins de 35 ans (Walsh)      | Live 6   | Vainqueur |
| Max and Harvey    | Chanteurs et personnalités de YouTube                               | Groupes (Cowell)             | Live 6   | Deuxièmes |
| Jenny Ryan        | Animatrice de télévision                                            | Plus de 35 ans (Scherzinger) | Live 6   | Troisième |
| "V5"              | Groupe d'influenceuses                                              | Groupes (Cowell)             | Live 6   | Éliminées |
| "Try Star"        | Groupe d'anciens rugbyman                                           | Groupes (Cowell)             | Live 5   | Éliminés  |
| Vinnie Jones      | Ancien footballeur, acteur                                          | Plus de 35 ans (Scherzinger) | Live 5   | Éliminé   |
| Kevin McHale      | Chanteur et acteur américain dont Glee                              | Moins de 35 ans (Walsh)      | Live 4   | Éliminé   |
| "No Love Lost"    | Groupe d'anciens candidats à Love Island                            | Groupes (Cowell)             | Live 2   | Éliminés  |
| Martin Bashir     | Journaliste                                                         | Plus de 35 ans (Scherzinger) | Live 3   | Éliminé   |
| Jonny Labey       | Ancien acteur de EastEnders                                         | Moins de 35 ans (Walsh)      | Live 2   | Éliminé   |
| Victoria Ekanoye  | Ancienne actrice dans Coronation Street                             | Plus de 35 ans (Scherzinger) | Live 2   | Éliminée  |
| Olivia Olson      | Actrice dont Love Actually                                          | Moins de 35 ans (Walsh)      | Live 1   | Éliminée  |
| Ricki Lake        | Actrice, chanteuse et animatrice de télévision américaine           | Plus de 35 ans (Scherzinger) | Live 1   | Éliminée  |
| Hayley Hasselhoff | Actrice, mannequin, fille de David et Pamela Hasselhoff             | Moins de 35 ans (Walsh)      | Audition | Éliminée  |
| Cole & Edwards    | Ancien danseur de Strictly Come Dancing, et ancien acteur Hollyoaks | Groupes (Cowell)             | Audition | Éliminés  |

- Jeremy Edwards a participé à Celebrity Big Brother 3 (UK) en 2005.
- Wes Neslon du groupe The Islanders a participé à Dancing on Ice en 2019.
- Megan a participé à Celebrity Big Brother 17 en 2016, et à Celebs on the Farm 1 en 2018.
- Ricki a participé à Dancing with the Stars 13 en 2011, et à The Masked Singer 1 en 2019.
- Vinnie a participé en 2010 à Celebrity Big Brother 7.

Notes
1. ↑  Ryan a été initialement éliminée lors des auditions, mais le 21 octobre 2019, elle a été ramenée dans la compétition.
2. ↑  V5 consiste aux influenceuses médias Alondra, Laura, Natalie, Sofia et Wendii.
3. ↑  "Try Star" consiste à Levi Davis, Thom Evans et Ben Foden.
4. ↑  Jones n'a pas auditionné pour la série en raison du décès de sa femme, mais Cowell l'a invité à se joindre aux spectacles.
5. ↑  "No Love Lost" consiste à Eyal Booker, Zara McDermott, Samira Mighty et Wes Nelson.
6. ↑  Cole & Edwards consiste à Brendan Cole et Jeremy Edwards.

### The X Factor: The Band
Fin 2019 débute cette nouvelle saison dériven. Cowell, Scherzinger sont reprennent leurs places de jurés. Ils sont accompagnés par des juges invités : Leona Lewis, Naughty Boy, et Ella Eyre. Les épisodes sont diffusés les 9, 11, 13 et 15 décembre 2019.

## DVD
- The X Factor: The Greatest Auditions Ever, 28 novembre 2005
- The X Factor: Revealed,  4 décembre 2006